# 22 février 1959
Le dimanche 22 février 1959 est le 53e jour de l'année 1959.

## Naissances
- Bronwyn Oliver (morte le 10 juillet 2006), sculptrice australienne
- T. Cirill Hortobágyi, bénédictin hongrois
- Gediminas Kazlauskas, homme politique lituanien
- Holger Hieronymus, footballeur allemand
- Jiří Čunek, personnalité politique tchèque
- Jon Eilert Bøgseth, sauteur à ski norvégien
- Joshua Kipkemboi, athlète kenyan
- Kyle MacLachlan, acteur américain
- Margarethe Tiesel, actrice autrichienne
- Maria Ramos, banquière de nationalité sud-africaine et portugaise
- Mikhaïl Gourevitch, joueur d'échecs belge
- Odette Mistoul, athlète gabonaise
- Serge Dal Busco, homme politique suisse
- Soni Sumarsono, homme politique indonésien
- Tom Erik Oxholm, Patineur de vitesse norvégien

## Décès
- Dmitri Manouïlski (né le 21 septembre 1883), militant communiste russe
- Donald Howard (né le 14 juin 1891), personnalité politique britannique
- Francis Pélissier (né le 13 juin 1894), coureur cycliste français
- Gustave Deswazières (né le 14 octobre 1882), missionnaire en Chine
- Harold Hardwick (né le 14 décembre 1888), nageur australien
- Karl Truppe (né le 9 février 1887), peintre autrichien
- Robert B.C. Noorduyn (né le 6 avril 1893), ingénieur aéronautique néerlandais
- Theodore Reed (né le 18 juin 1887), réalisateur américain

## Événements
- Le Président Eisenhower signe des lois de libéralisation de l'immigration pour permettre à 57 000 étrangers de venir rejoindre des parents établis aux États-Unis.